# 场发射显示器
場發射顯示器（英語：field-emission display，縮寫：FED）是使用大面積場電子發射源來提供撞擊彩色螢光粉的電子以製造彩色圖像的平面顯示技術。總體來說，一個場發射顯示器包含一個矩陣的陰極射線管，每個陰極射線管都會產生一個子像素，一組三個子像素以形成紅綠藍像素。場發射顯示器結合了陰極射線管的優點，包括高對比度以及非常快的響應速度，還有LCD跟其他平面顯示技術的包裝優勢。其所需的能量也較低，大約是LCD系統所需能量的一半。
Sony是場發射顯示器設計的主要支持者，在西元2000年左右投注了可觀的研究和發展精力。Sony的投資在2009年開始萎縮，因為LCD逐漸成為平面顯示技術中的主流。2010年一月，友達光電宣布他們從索尼收購了重要的場發射顯示器資產，並且會繼續發展這項科技。截至2016年，市面上還沒有出現任何大型商用的FED。
FED與另外一項發展中的顯示技術息息相關，即表面傳導電子發射顯示器（英文縮寫：SED），兩者主要在電子發射系統的細節有所差異。

## 運作
場發射顯示器運作起來就像有著一支使用高電壓（約10kV）來輪流激發螢光粉的电子枪的常規陰極射線管，但FED不只有一支電子槍，而是各網格各自包含了許多獨立的奈米級電子槍。
FED屏幕是透過在玻璃板上放置一系列金屬條以形成一系列陰極線來構成。光刻被用在於陰極線成直角的方向放置一系列開關門（英文：switching gates），形成有址可循的網格。各行列的交會處都會放置一些發射器，主要採用由噴墨印表機發展而來的方法。金屬網格放在開關門的上方已完成槍型結構。
在發射器和懸掛在它們之上的金屬網之間產生高電壓梯度場，從發射器的尖端拉引電子。這是一個高度非線性的過程，電壓的微小變化會迅速引起發射電子的數量飽和。網格可以被單獨尋址，但只有針對位於充能陰極交叉點的發射器，門線能夠擁有足夠的能量來產生可見點，任何溢出給周遭元件的能量都不可見。該過程的非線性得以避免有源矩陣尋址方案（英文：active matrix addressing schemes）──一旦有像素被點亮，它就會自然閃耀。非線性也意味著子像素的亮度被脈衝寬度調變以控制正在產生的電子的數量，如在電漿顯示器中那樣。
網格電壓發送流入背部發射器與顯示器前部屏幕之間的開放區域中的電子，其中第二次的加速電壓額外給予朝向屏幕的加速，給電子有足夠的能量點亮熒光體。由於任何單一發射器射出的電子都朝向單一子像素，所以不需要掃描用的電磁鐵。

## 缺點
與其他有著單獨可尋址子像素的顯示技術一樣，FED可能受會導致壞點的製造問題影響。然而，由於發射器相當微小，故可以用許多電子槍來充能單一子像素，可以通過增加脈衝寬度來校正屏幕的故障發射器和像素亮度，以通過增加來自其他發射器的發射來提供相同像素的發射來彌補損失。
1. 場發射器的效率是基於尖端的極小半徑，但是這種小尺寸使得陰極容易受到離子撞擊的損害。離子是由高電壓與器件內部的殘留氣體分子相互作用產生的。
2. FED顯示器需要真空才能操作，因此顯示管必須密封且在機械上足夠牢固。 然而，由於發射體和熒光體之間的距離非常小，通常為幾毫米，因此可以透過在管的前後之間放置間隔條或支柱來對屏幕進行機械上的增強[3]。
3. FED需要很高的真空度，而適用於常規陰極射線管和真空管的真空對於長期FED操作而言是不夠的。磷光體層的強烈電子轟擊也將在使用期間釋放氣體[4]。